# 長谷川博和
長谷川 博和 （はせがわ ひろかず、1961年1月25日 - ）は、日本の経営学者。早稲田大学大学院経営管理研究科教授、日本ベンチャー学会副会長。エアウィーヴ監査役、インクグロウ取締役等を歴任。

## 人物・経歴
愛知県生まれ。1984年中央大学商学部卒業、野村総合研究所入社、企業調査部配属。野村総合研究所主任研究員を経て、1993年ジャフコ投資調達部課長に出向。1996年グローバルベンチャーキャピタルを設立し、同社代表取締役社長に就任。2006年早稲田大学大学院アジア太平洋研究科博士後期課程修了、博士（学術）。同年日本ベンチャー学会清成忠男賞受賞。2012年早稲田大学大学院経営管理研究科教授、ビーイングホールディングス取締役。2016年大井電気取締役。2018年日本ベンチャー学会副会長。同年情報化促進貢献個人等表彰総務大臣賞受賞。2019年エアウィーヴ監査役。2021年メドケア取締役、インクグロウ取締役。

## 著書
- 『ベンチャー企業論』（柳孝一と共著）放送大学教育振興会 2005年
- 『ベンチャーキャピタルハンドブック』（忽那憲治, 山本一彦と共編著）中央経済社 2006年
- 『ベンチャーキャピタリストの実務 : 決定版』東洋経済新報社 2007年
- 『ベンチャーマネジメント「事業創造」入門 : マネジメント・テキスト』日本経済新聞出版社 2010年
- 『アントレプレナーシップ入門 : ベンチャーの創造を学ぶ』（忽那憲治, 高橋徳行, 五十嵐伸吾, 山田仁一郎と共著）有斐閣 2013年
- 『MBAビジネスデザイン = MBA BUSINESS DESIGN : 戦略設計の基本と応用』（淺羽茂, 今村英明, 根来龍之, 樋原伸彦, 平野正雄と共著）日経BP社 2015年
- 『ベンチャー経営論』東洋経済新報社 2018年
- 『ミドルからの変革 : 早稲田大学ビジネススクール×SAPジャパン&RELAYからの提言』（池上重輔, 大場幸子, SAPジャパンと共著）プレジデント社 2022年
- 『スタートアップ創出10の提言』（松田修一と共編著）中央経済社 2023年